# Zona bentonica

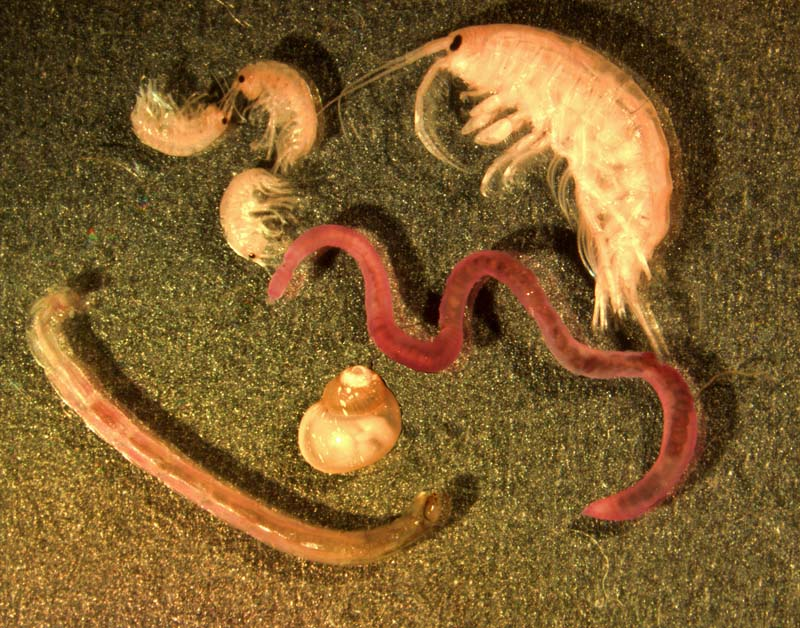
Fotomicrografia di tipici animali bentonici, tra cui (dall'alto in basso) anfipodi, un verme polichete, una chiocciola e una larva di moscerino chironomide.

La zona bentonica è la regione ecologica situata al livello più basso di un corpo d'acqua, come un oceano, un lago o un fiume. Include la superficie dei sedimenti e alcuni strati sotto la superficie. Il nome deriva dal termine greco antico βένθος (bénthos), che significa «profondità». Gli organismi che vivono in questa zona sono chiamati benthos e comprendono microrganismi, come batteri e funghi, e invertebrati più grandi, come crostacei e policheti. Questi organismi vivono generalmente in stretta relazione con il substrato e molti sono permanentemente ancorati al fondale. Lo strato di confine bentonico, che include lo strato inferiore dell'acqua e lo strato più superficiale dei sedimenti influenzato direttamente dall'acqua soprastante, è una parte integrante della zona bentonica. Questo strato influenza notevolmente l'attività biologica che vi si svolge. Esempi di substrati di contatto includono fondali sabbiosi, affioramenti rocciosi, barriere coralline e fango.

## Descrizione

### Oceani
La zona bentonica dell'oceano inizia lungo la linea costiera (zona intertidale o litorale) e si estende verso il basso, lungo la superficie della piattaforma continentale, fino alle profondità marine. Questa regione comprende una vasta varietà di condizioni fisiche, che variano in base a profondità, penetrazione della luce e pressione. In alcuni corpi d'acqua, la zona bentonica può trovarsi a pochi centimetri sotto la superficie.
La zona bentonica dell'oceano presenta una struttura geomorfologica estremamente varia e affascinante. Si parte dalla piattaforma continentale, una regione caratterizzata da una lieve inclinazione che si estende verso il mare a partire dalla terraferma. Questa piattaforma termina bruscamente con la scarpata continentale, un pendio molto più ripido che si trova solitamente a una profondità di circa 200 metri. La scarpata conduce verso il fondale oceanico vero e proprio, conosciuto come piana abissale. La piana abissale si estende a profondità medie di circa 4000 metri, costituendo uno degli ambienti più vasti e meno conosciuti del pianeta. Tuttavia, il fondale non è sempre uniforme: in alcune aree emergono dorsali oceaniche, che sono lunghe catene montuose sommerse, mentre in altre si trovano le fosse oceaniche, profondi canyon che costituiscono la zona adale. Per confronto, la zona pelagica è la regione ecologica sopra la zona bentonica, che include l'intera colonna d'acqua fino alla superficie. All'altro lato dello spettro, la zona bentonica più profonda comprende i livelli inferiori della zona abissale.
Gli organismi che vivono nelle aree più profonde dell'oceano si trovano nella zona afotica, dove la luce non penetra. Questi includono forme di vita adattate a temperature fredde e livelli di ossigeno ridotti (a seconda della profondità dell'acqua).

### Laghi
Anche nei laghi, la zona bentonica corrisponde al fondale, formato dall'accumulo di materia organica affondata. Questo strato rappresenta un ambiente ricco di nutrienti, dove si svolgono importanti processi biologici. Lungo i bordi del lago si trova la zona litorale, una regione in cui la luce penetra facilmente, favorendo la crescita rigogliosa delle piante acquatiche. Questa zona è spesso la più viva e biologicamente attiva, poiché offre un habitat ideale per molte specie di organismi. Al contrario, la zona pelagica rappresenta la massa d'acqua centrale e profonda del lago, estendendosi fino a quelle profondità dove la luce non riesce più a penetrare. Qui, le condizioni diventano progressivamente più difficili per la vita, con livelli di luce, ossigeno e nutrienti che si riducono man mano che si scende verso il fondale.

## Organismi
Il benthos è costituito dagli organismi che vivono nella zona bentonica, che si distinguono nettamente da quelli che popolano altre aree della colonna d'acqua. Anche all'interno della stessa zona bentonica, fattori come penetrazione della luce, temperatura e salinità creano variazioni significative che portano alla formazione di gruppi di organismi diversi, distribuiti in modo verticale. Molti organismi adattati alla pressione delle acque profonde non sono in grado di sopravvivere negli strati superiori dell'oceano, a causa della grande differenza di pressione (circa un'atmosfera ogni 10 metri di profondità). Molti organismi bentonici vivono a stretto contatto con il substrato del fondale marino, dove spesso dominano l'ecosistema, ma possono anche diventare prede per predatori come i Carcarinidi, ad esempio lo squalo limone.
Dato che la luce non penetra in profondità negli oceani, l'ecosistema bentonico si alimenta spesso grazie alla neve marina, materia organica proveniente dagli strati superiori della colonna d'acqua che si deposita sul fondale. Questo materiale morto e in decomposizione rappresenta la base della catena alimentare bentonica, dove la maggior parte degli organismi sono spazzini o detritivori. Alcuni microrganismi, invece, utilizzano la chemiosintesi per produrre biomassa, sfruttando l'energia chimica invece della luce.
Gli organismi che popolano la zona bentonica si possono distinguere in base al modo in cui interagiscono con il fondale marino. Alcuni, noti come epifauna, vivono direttamente sulla superficie del fondale. Questi organismi si spostano o si ancorano sopra il substrato, adattandosi alle condizioni esterne del fondale, come i flussi di nutrienti o i cambiamenti fisici dell'ambiente. Altri organismi, invece, si trovano leggermente al di sotto della superficie del fondale e sono chiamati infauna. Questi esseri scavano o si annidano nei sedimenti, trovando rifugio e nutrimento all'interno del substrato stesso. Questo stile di vita li protegge da molti predatori e consente loro di sfruttare le risorse organiche accumulate nei sedimenti. Inoltre, nelle profondità estreme, si trovano organismi particolarmente specializzati, come i piezofili, che prosperano in condizioni di alta pressione. Questi adattamenti straordinari permettono loro di sopravvivere in ambienti che sarebbero ostili alla maggior parte delle altre forme di vita.

## Flusso di nutrienti
Le comunità bentoniche dipendono dal nutrimento che proviene dalla colonna d'acqua sovrastante i loro habitat. Questo nutrimento si presenta sotto forma di aggregati di detriti, materia inorganica e organismi viventi, noti comunemente come neve marina. La neve marina svolge un ruolo cruciale nella deposizione di materia organica e nel supporto alle comunità batteriche. La quantità di materiale che si deposita sul fondale marino è sorprendente: in media, si registrano circa 307000 aggregati per metro quadrato al giorno. Tuttavia, questa quantità varia a seconda della profondità della zona bentonica e del grado di connessione tra il fondale e la colonna d'acqua sovrastante (benthic-pelagic coupling). Ad esempio, gli organismi bentonici nelle regioni meno profonde hanno accesso a una maggiore quantità di cibo rispetto a quelli nelle profondità abissali. I microrganismi della zona bentonica, come i dinoflagellati e i foraminiferi, colonizzano rapidamente i detriti organici, sviluppando spesso relazioni simbiotiche. Nelle profondità oceaniche, che coprono il 90-95% del fondale marino, i procarioti rappresentano circa il 90% della biomassa totale. Tuttavia, per liberare i nutrienti intrappolati in questi microrganismi e renderli disponibili ad altri organismi, un ruolo fondamentale è svolto dai virus. Questi ultimi accelerano il ciclo dei nutrienti, favorendo l'intera comunità bentonica.

## Habitat
Le moderne tecnologie di mappatura del fondale marino hanno evidenziato stretti legami tra la geomorfologia del fondale e gli habitat bentonici. Diversi tipi di comunità bentoniche si associano infatti a specifici contesti geomorfologici. Per esempio, le comunità di coralli d'acqua fredda sono tipicamente associate a montagne sottomarine e canyon sottomarini, le foreste di kelp si trovano in prossimità di scogliere rocciose della piattaforma interna, mentre specie come i Sebastidi prediligono le scarpate rocciose lungo i pendii continentali. Negli ambienti oceanici, gli habitat bentonici possono essere ulteriormente suddivisi in base alla profondità. Questi habitat includono: la zona epipelagica (meno di 200 metri), la zona mesopelagica (200-1000 metri), la zona batiale (1000-4000 metri), la zona abissale (4000-6000 metri) e la più profonda, la zona adale (oltre 6000 metri).
Le zone più profonde sono caratterizzate da grande pressione e scarsità di risorse. L'impatto antropico si è fatto sentire in ogni area dell'oceano, anche se è maggiormente significativo sulle zone meno profonde della piattaforma continentale. Molte specie bentoniche conservano caratteristiche evolutive storiche, adattandosi a queste condizioni estreme. Alcuni organismi delle profondità sono significativamente più grandi dei loro parenti che vivono in acque meno profonde, una caratteristica attribuibile alla maggiore concentrazione di ossigeno nelle acque profonde.
Osservare e mappare questi habitat e i loro abitanti rappresenta una sfida significativa, data la loro inaccessibilità. La maggior parte delle osservazioni moderne viene effettuata tramite veicoli sottomarini operati da remoto (ROV) e, più raramente, tramite sommergibili.

## Studi ecologici
I macroinvertebrati bentonici svolgono un ruolo fondamentale negli ecosistemi acquatici, regolando il flusso di materiali ed energia attraverso le reti trofiche dei fiumi. Grazie a questa connessione tra energia e nutrienti, questi organismi influenzano significativamente le risorse alimentari disponibili per i pesci e altri organismi negli ecosistemi acquatici. Per esempio, l'aggiunta di una quantità moderata di nutrienti in un fiume per diversi anni ha portato a un aumento della ricchezza, dell'abbondanza e della biomassa degli invertebrati. Questo incremento ha migliorato le risorse alimentari per le specie ittiche native senza alterare significativamente la struttura della comunità macroinvertebrata o i percorsi trofici. Anche macroinvertebrati come gli anfipodi influenzano la predominanza di alcuni tipi di alghe negli ecosistemi bentonici. Inoltre, poiché la zona bentonica è strettamente legata al flusso di materia organica morta, alcuni studi hanno evidenziato la relazione tra il flusso dell'acqua in fiumi e torrenti e i suoi effetti sulla zona bentonica. In condizioni di bassa portata, si verifica una riduzione del trasporto di nutrienti dai substrati bentonici verso le reti trofiche, causando una diminuzione della biomassa dei macroinvertebrati e la scomparsa di risorse alimentari nei substrati.
Poiché il sistema bentonico regola l'energia negli ecosistemi acquatici, vengono condotti studi approfonditi sui suoi meccanismi per comprendere meglio queste dinamiche. Per esempio, le diatomee bentoniche sono state utilizzate dalla Direttiva Quadro sulle Acque dell'Unione Europea per stabilire indici di qualità ecologica, che definiscono lo stato ecologico dei laghi nel Regno Unito. Allo stesso modo, si stanno studiando le comunità bentoniche per valutarne il potenziale come indicatori di ecosistemi acquatici sani. Tuttavia, le comunità bentoniche nelle regioni costiere urbanizzate si dimostrano spesso non equivalenti a quelle delle regioni incontaminate.
Gli ecologi stanno approfondendo il legame tra eterogeneità ambientale e conservazione della biodiversità negli ecosistemi acquatici. Le alghe bentoniche, in particolare il perifiton, sono un soggetto ideale per studiare i cambiamenti a breve termine e le risposte delle comunità a condizioni eterogenee nei torrenti. Comprendere i meccanismi che coinvolgono il perifiton e il loro impatto sull'eterogeneità può fornire una visione più chiara della struttura e delle funzioni degli ecosistemi fluviali. Tuttavia, le popolazioni di perifiton presentano una forte variabilità spaziale naturale, rendendo difficile raccogliere campioni rappresentativi. I programmi di monitoraggio, come quelli raccomandati dall'Unione europea, suggeriscono di prelevare i campioni da superfici dure e affidabili. Ad esempio, il monitoraggio bentonico è stato implementato nel Regno Unito (Kelly, 1998) e successivamente in tutta l'UE (CEN, 2003-2004) e negli Stati Uniti (Moulton et al., 2002). Nei grandi laghi, la produzione primaria lorda bentonica (GPP) potrebbe essere cruciale per mantenere hotspot di biodiversità nelle zone litorali. Tuttavia, il contributo specifico degli habitat bentonici all'interno di questi ecosistemi rimane poco esplorato, e sono previsti ulteriori studi per colmare questa lacuna.